# Temporada 1980 del Campeonato de Europa de Rally
La temporada 1980 fue la 28.ª edición del Campeonato de Europa de Rally. Comenzó el 11 de enero en el Rally Jänner y terminó el 23 de noviembre en el Rally Cataluña. El calendario estaba compuesto por cuarenta y seis pruebas, que se disputaron en diferentes países y superficies que alternaban entre pruebas sobre nieve y hielo, asfalto, tierra o mixtas, de las cuales solo ocho contaban con el máximo coeficiente (4). El ganador fue el español Antonio Zanini que disputó un total de doce pruebas y consiguió siete victorias: Costa Brava, Bulgaria, Polonia, Halkidikis, RACE, Algarve y Cataluña. Sumó además un podio en el Rally de Antibes y un solo abandono por avería. Disputó todas las pruebas con un Porsche 911 SC, salvo en el Algarve que lo hizo con el Ford Escort RS 1800.

## Calendario
Calendario completo de 46 pruebas. Ocho tenían coeficiente 4; ocho con coeficiente 3; diecisiete con coeficiente 2 y trece con coeficiente 1. 
| N.º | Fecha                          | Rally                                              | Coef. |
| --- | ------------------------------ | -------------------------------------------------- | ----- |
| 1.  | 11–13 de enero                 | 11. Jänner Rally                                   | 2     |
| 2.  | 1–3 de febrero                 | 23. Boucles de Spa                                 | 2     |
| 3.  | 2–3 de febrero                 | 15. Arctic Rally                                   | 3     |
| 4.  | 8-10 de febrero                | 28.º Rally Costa Brava                             | 4     |
| 5.  | 8–10 de febrero                | 10. Henley Forklift Galway International Rally     | 1     |
| 6.  | 15-17 de febrero               | Rally de Suecia                                    | 4     |
| 7.  | 22–23 de febrero               | Int. ADAC-Sachs Winter Rall                        | 2     |
| 8.  | 29 de febrero – 2 de marzo     | 25. Hankiralli                                     | 2     |
| 9.  | 7–9 de marzo                   | 64. Targa Florio Rally                             | 2     |
| 10. | 27–29 de marzo                 | 3. Rally Costa Smeralda                            | 2     |
| 11. | 28–30 de marzo                 | 14. YU Rally                                       | 1     |
| 12. | 4–8 de abril                   | 41. Benson & Hedges Circuit of Ireland             | 2     |
| 13. | 11–13 de abril                 | 9. Int. ADAC Saarland Rallye                       | 1     |
| 14. | 17–19 de abril                 | 13. Rallye dell'Isola d'Elba                       | 3     |
| 15. | 25–27 de abril                 | 11. Critérium Lucien Bianchi                       | 2     |
| 16. | 3–4 de mayo                    | 23. Critérium Alpin                                | 2     |
| 17. | 10–12 de mayo                  | 11. Rally Albena – Zlatni Piassatzi                | 3     |
| 18. | 15-17 de mayo                  | Rally 4 Regioni                                    | 4     |
| 19. | 16–18 de mayo                  | 26. Rallye de Lorraine                             | 2     |
| 20. | 24–25 de mayo                  | 5. South Swedish Rally                             | 1     |
| 21. | 6–7 de junio                   | 29. Int. ADAC Rallye Hessen                        | 2     |
| 22. | 6–8 de junio                   | 15. Danube-Dacia Rallye                            | 2     |
| 23. | 7-10 de junio                  | Scottish Rally                                     | 4     |
| 24. | 20–22 de junio                 | 15.º Rallye d'Antibes                              | 3     |
| 25. | 21–22 de junio                 | 13.º Rally de Ourense                              | 1     |
| 26. | 26–28 de junio                 | 5. Rally Il Ciocco e Valle del Serchio             | 2     |
| 27. | 27-29 de junio                 | 24 Heures d'Ypres                                  | 4     |
| 28. | 4–6 de julio                   | 7. Rallye Škoda                                    | 1     |
| 29. | 10-12 de julio                 | Rajd Polski                                        | 4     |
| 30. | 18–20 de julio                 | 1.º Rallye CS                                      | 2     |
| 31. | 8–10 de agosto                 | 13. Int. AvD/STH-Hunsrück Rallye                   | 3     |
| 32. | 16–17 de agosto                | 21. Volta à Madeira                                | 2     |
| 33. | 22–23 de agosto                | 18. Rally Warszawski                               | 2     |
| 34. | 29-31 de agosto                | Rally 1000 Lagos                                   | 4     |
| 35. | 2–4 de septiembre              | 5. Halkidikis Rally                                | 3     |
| 36. | 5–7 de septiembre              | 17. Int. Sachs Rallye Baltic                       | 1     |
| 37. | 12–13 de septiembre            | 18. Rothmans Manx International Trophy Rally       | 1     |
| 38. | 17-20 de septiembre            | Tour de France                                     | 4     |
| 39. | 26–28 de septiembre            | 8. Rothmans Cyprus Rally                           | 3     |
| 40. | 27–28 de septiembre            | 11. ARBÖ Atrium Sauna Rallye                       | 1     |
| 41. | 2–5 de octubre                 | 21. Rallye du Vin                                  | 1     |
| 42. | 11–12 de octubre               | 23. STROH ÖASC Rallye                              | 1     |
| 43. | 17–19 de octubre               | 28.º Rally RACE                                    | 3     |
| 44. | 30 de octubre – 2 de noviembre | 10. Rali Urbibel Algarve                           | 2     |
| 45. | 7–9 de noviembre               | 8.º Rallye di San Marino – 3rd Fernet Tonic Rallye | 1     |
| 46. | 22–23 de noviembre             | 16.º Rally Catalunya                               | 1     |

## Resultados

### Campeonato de pilotos
- Solo se incluyen los resultados en pruebas de coeficiente 4.

| Pos. | Piloto             | COS | SWE | REG | ESC | YPR | POL | FIN | TOU | Puntos |
| ---- | ------------------ | --- | --- | --- | --- | --- | --- | --- | --- | ------ |
| 1.   | Antonio Zanini     | 1   |     |     |     |     | 1   |     | 4   | 456    |
| 2.   | Bernard Béguin     | Ret |     | 1   |     | 3   | Ret |     | 2   | 382    |
| 3.   | Adartico Vudafieri |     |     | 3   |     |     |     |     |     | 208    |
| 4.   | Ari Vatanen        |     |     |     | 2   |     |     | 2   |     | 195    |
| 5.   | Mauro Pregliasco   |     |     | 7   |     |     | Ret |     |     | 172    |
| 6.   | Stig Blomqvist     |     | 2   |     |     |     | Ret |     |     | 150    |
| 6.   | Jean Ragnotti      |     |     |     |     |     | 2   |     | Ret | 150    |
| 8.   | Holger Bohne       |     |     |     |     | Ret | 3   |     |     | 144    |
| 9.   | Błażej Krupa       | 10  |     |     |     |     | 9   |     |     | 141    |
| 10.  | Tony Pond          |     |     |     | 4   | 1   |     |     |     | 140    |